# Parsec (软件)
Parsec是一款远程桌面软件，可用于通过串流玩游戏，用户可使用Parsec通过互联网传输游戏图像，从而在一台计算机上运行游戏，并通过另一台设备远程游玩游戏。Parsec虽然主要用于游戏，但也可以用作低延迟的桌面共享软件；Parsec客户端兼容于大多数操作系统，包括Windows、macOS、Android和Linux。
Parsec还提供付费版“Parsec Warp”，增加了额外的设置、视觉增强和更多的选项，例如4:4:4色彩模式使色彩更加清晰，并添加了对手写笔和平板电脑的支持。“Parsec for Teams”版包含面向艺术家和开发人员的附加功能，例如附加管理工具、更好的色彩精度以及同时串流多个屏幕的功能。

## 合作
Parsec之前为用于配置和连接由亚马逊云计算服务（AWS）和Paperspace托管的预配置虚拟机提供了一个简单的用户界面，但该功能在之后的版本中被删除。2018年1月，Parsec与惠普合作推出了 OMEN游戏串流，这是一项专为HP Omen PC设计的基于Parsec 技术的免费游戏串流服务。

#### 收购
Unity Technologies于2021年8月宣布计划以320万美元收购Parsec，计划将Parsec的软件整合到Unity引擎中以支持开发。2022年初，Unity Technologies整合了Parsec，使Parsec成为Unity的一部分。

## 被防火长城封锁
自2024年9月6日起，有多起来自中国大陆用户的报告指出在中国大陆访问Parsec的服务器存在连接中断问题，Parsec主域名的IP虽然使用了CDN但是仍然间歇性ping超时。Parsec的开发者在Discord平台回复称这可能是因为防火长城的封锁导致。与此同时，网易公司在关于此话题相关内容下方大幅宣传其刚推出两周的类似串流软件GameViewer，因此有网民猜测Parsec被封锁疑似与网易有关。